# Jarzysław (powiat kamieński)

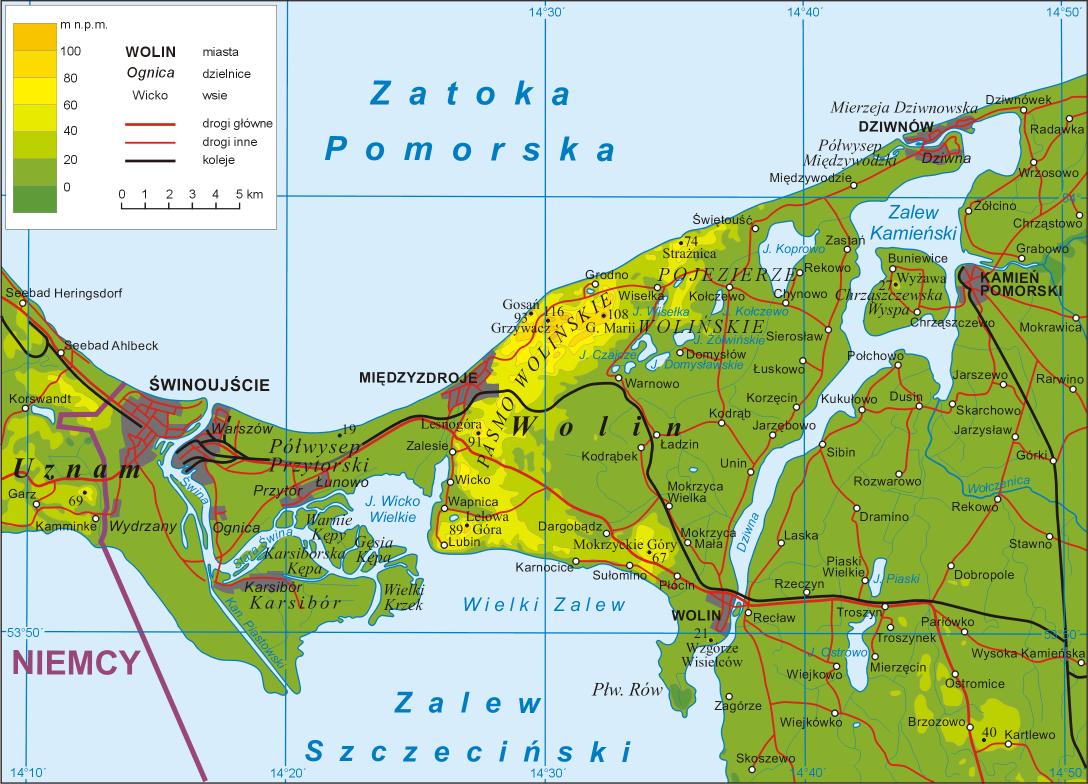
Mapa wyspy Wolin z zaznaczonym Jarzysławem

Jarzysław – wieś w Polsce położona w województwie zachodniopomorskim, w powiecie kamieńskim, w gminie Kamień Pomorski.
W latach 1975–1998 miejscowość należała administracyjnie do województwa szczecińskiego.